# Roppacris
Roppacris is een geslacht van rechtvleugeligen uit de familie veldsprinkhanen (Acrididae). De wetenschappelijke naam van dit geslacht is voor het eerst geldig gepubliceerd in 1979 door Amédégnato & Descamps.

## Soorten
Het geslacht Roppacris omvat de volgende soorten:
- Roppacris griseipes Amédégnato & Descamps, 1979
- Roppacris longicerca Amédégnato & Descamps, 1979